# Henry Wood

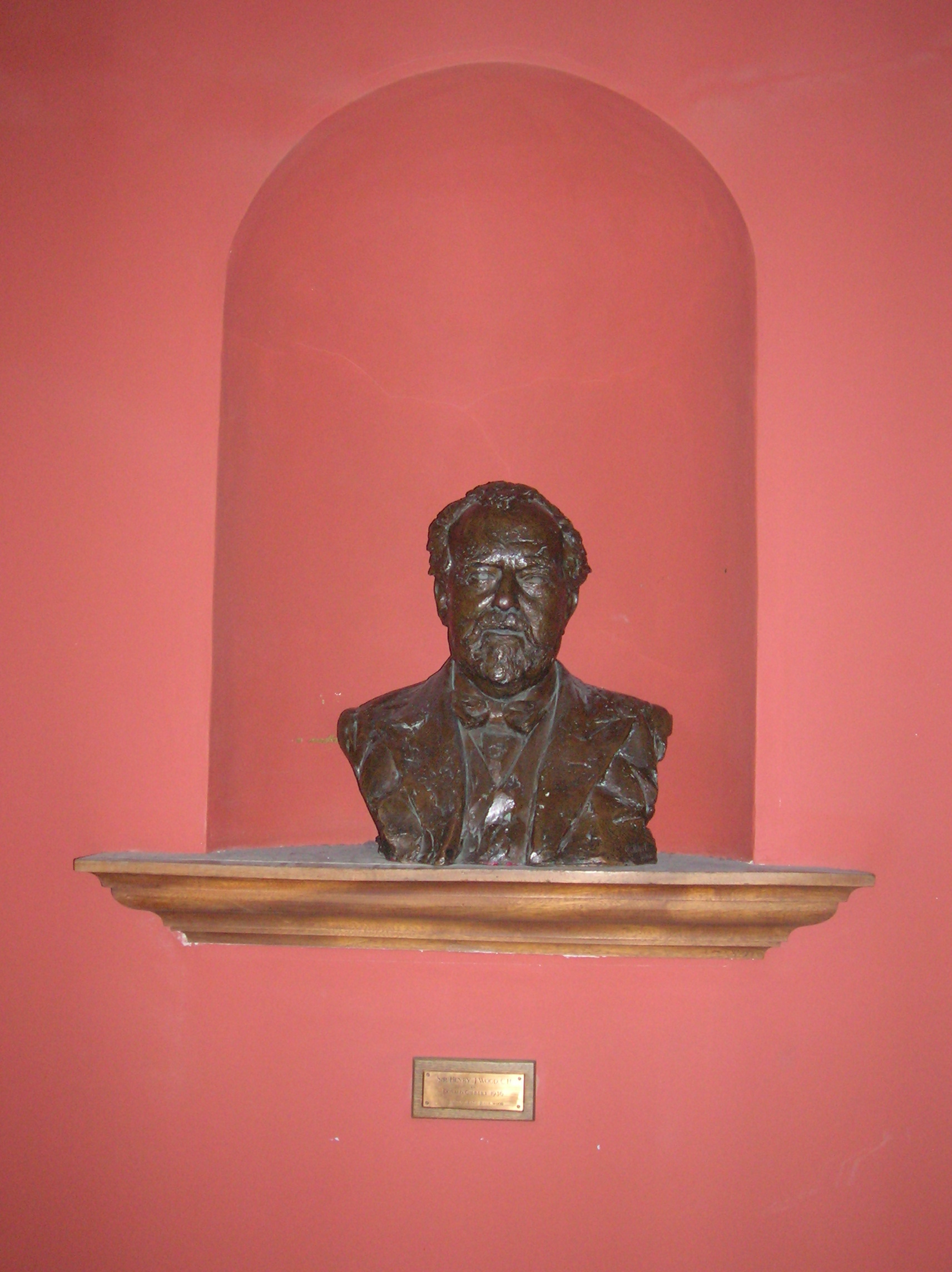
Henry Wood

Sir Henry Joseph Wood (Londen, 3 maart 1869 – Hitchin (North Hertfordshire), 19 augustus 1944) was een Brits componist en dirigent. Zijn naam is onafscheidelijk verbonden met de Proms die hij 50 jaar geleid heeft, van de eerste uitvoering op 10 augustus 1895 tot 28 juli 1944. Een van Londens concertzalen draagt ter nagedachtenis aan hem de naam Henry Wood Hall.
- Biblioteca Nacional de España: XX1486812
- Bibliothèque nationale de France: cb13927792n (data)
- Catàleg d'autoritats de noms i títols de Catalunya: 981058508655306706
- CiNii: DA09846936
- Gemeinsame Normdatei: 118807854
- International Standard Name Identifier: 0000 0001 0878 5744
- Library of Congress Control Number: n50016037
- MusicBrainz: 9c1a1171-1c95-472e-bb1f-9da89d19ea4a
- Nationale Bibliotheek van Tsjechië: xx0032531
- Nationale bibliotheek van Australië: 35813628
- Nationale Bibliotheek van Israël: 987007463212005171
- Nederlandse Thesaurus van Auteursnamen: 072702397
- Istituto Centrale per il Catalogo Unico: PUVV230142
- SNAC: w61j9nd9
- Système universitaire de documentation: 080493734
- Trove: 1099509
- Virtual International Authority File: 22330222
- WorldCat: E39PBJm99tQfjB9vcqVHgFFHYP